# Гаплогруппа D (Y-ДНК)
Гаплогруппа D (CTS3946) — гаплогруппа ДНК Y-хромосомы. Как гаплогруппа D, так и E содержат однонуклеотидный полиморфизм M168, который имеется во всех гаплогруппах, кроме A и B (см. группа CT), а также полиморфизм уникального события YAP, уникальный для гаплогруппы DE — общего предка D и Е.

## Происхождение
Гаплогруппа D происходит от мутации Y-хромосомной гаплогруппы DE, произошедшей у мужчины, жившего предположительно 65,2 тыс. лет назад. Время жизни общего предка всех живущих носителей Y-хромосомной гаплогруппы D — 46,5 тыс. лет назад (даты определены по снипам компанией YFull).
Крис Тайлер-Смит с коллегами считают, что гаплогруппа D образовалась в Африке около 73 тыс. л. н., а около 71 тыс. лет назад отделилась западноафриканская линия D0. И гаплогруппа D, и гаплогруппа E содержат характеристику уникальный полиморфизм событий YAP, но показывают общее происхождение. Субклад гаплогруппы D1- M174 возник, с большой вероятностью в Азии, около 60 тыс. лет назад. Субклад гаплогруппы D1- M174 не встречается за пределами Азии. Гаплогруппа D2 была обнаружена незначительно в Африке и Передней Азии.
По мнению Т. Карафет, гаплогруппа D возникла в Азии около 60 тыс. лет назад.

## Палеогенетика
- Гаплогруппа D обнаружена у образца Ma91 (ок. 4319 л. н.) из Малайзии[6].
- Субклад D1a2b1 (D1b2a-CTS220 в ISOGG 2018) выявлен у представителя культуры Дзёмон, жившего примерно 3500—3800 лет назад[7]. У образца I6341 (Burial 5, JOM_137, 1500—1000 лет до н. э., Funadomari, Ребун) определена Y-хромосомная гаплогруппа D-M174/F1344>D1b-M64.1>Z1516, у образца I13887 (1063 Burial 7, 2191—1982  лет до н. э., Rokutsu Shell Mound, Хонсю) — D1a2a3a-Z1570 (D1b1c1 в ISOGG 2018), у образца I13886 (1062 Burial 6, 2136—1959 лет до н. э., Rokutsu Shell Mound, Хонсю) — D1a2a3a-Z1575 (D1b1c1 в ISOGG 2018), у образца I13883 (1050 Burial 2, 984—835 лет до н. э., Rokutsu Shell Mound, Хонсю) — D1b-M64.1>D1b1c-CTS6609>D1b1c1-Z1574>Y11739 (ISOGG 2018)[8].
- Гаплогруппа D1a2a1 определена у представителя кобанской культуры из могильника Заюково-3, расположенного близ села Заюково в Баксанском районе Кабардино-Балкарии (VIII—VII века до н. э.)[9].
- D1b-M64.1>Z1516>CTS220 определили у образца I15926 (SRM 3826-1163, Pogrebeniye 2, Burial #2, 1800—1950 гг.) со стоянки Nevelsk 2 на Сахалине[8].

## Обзор
В настоящее время встречается с высокой частотой среди населения Тибета, Японского архипелага и Андаманских островов, однако, в силу неизвестных обстоятельств, пока не обнаружена на полуострове Индостан. Айны в Японии, а также народы джарава и онге на Андаманских островах имеют почти исключительно данную гаплогруппу, хотя у айнов кроме гаплогруппы D1a2 (81,3%) с частотой около 15 % также встречается Y-хромосомная гаплогруппа C3.
Также Y-хромосомная гаплогруппа D обнаружена с низкой или умеренной частотой у народов Центральной Азии и севера Восточной Азии, а также у китайцев-хань и народов мяо-яо в Китае и некоторых национальных меньшинств китайских провинций Сычуань и Юньнань, говорящих на тибето-бирманских языках и проживающих в непосредственной близости от тибетцев. Субклад D1a1a-M15, выявленный в популяции народа И (Ляншань-Ийский автономный округ) был разветвлением расширения тибетских групп с запада на восток на плато.
В отличие от гаплогруппы C, гаплогруппа D не мигрировала из Азии через Берингию в Новый Свет.
Гаплогруппа D также примечательна своей исключительной географической дифференциацией, когда определённый подкласс гаплогруппы чётко локализуется в какой-либо популяции, где большой процент лиц имеют гаплогруппу D:
- гаплогруппа D1a1 среди тибетцев (а также среди жителей материковой Восточной Азии, где крайне редко встречается «родительская» гаплогруппа D),среди жителей Тибета, Таджикистана и в других горных регионах юга Центральной Азии,
- гаплогруппа D1a2 — среди различных групп населения Японского архипелага,
- гаплогруппа D1a3 — среди жителей Андаманских островов.
- гаплогруппы D* обнаружен с весьма низкой частотой среди тюркских и монгольских народов Центральной Азии, составляя не более 1 % населения.

Такая, по-видимому, древняя диверсификация гаплогруппы D заставляет предположить, что её скорее следует охарактеризовать как «супергаплогруппу», «макрогаплогруппу». 
Особо характерными являются примеры гаплогруппы D у населения Японских островов, поскольку они содержат комплекс из как минимум пяти отдельных мутаций, свойственных гаплогруппе D, что ясно отличает их от гаплогруппы D, обнаруженной у жителей Тибета и Андаманских островов. Этот факт является свидетельством того, что гаплогруппа D1a2 была модальной гаплогруппой доисторической культуры Дзёмон на Японских островах.

## Подклассы

### Филогенетическое дерево
ISOGG (version: 14.151).
- DE (YAP)
  - D (CTS3946)
    - D1 (M174/Page30, IMS-JST021355)
      - D1a (CTS11577)　
        - D1a1 (F6251/Z27276)
          - D1a1a (M15)　Республика Алтай, Тибет[14]
          - D1a1b (P99)　Республика Алтай, Тибет, Монголия, Туркестан[14]

        - D1a2 (M64.1/Page44.1, M55) 　Япония[14]
        - D1a3 (Y34637)　Андаманские острова[15]

      - D1b (L1378) 　 Филиппины[16]

    - D2 (A5580.2) 　Гвинея-Бисау, Нигерия[1], Саудовская Аравия, Сирия[3]